# Monique Alexander

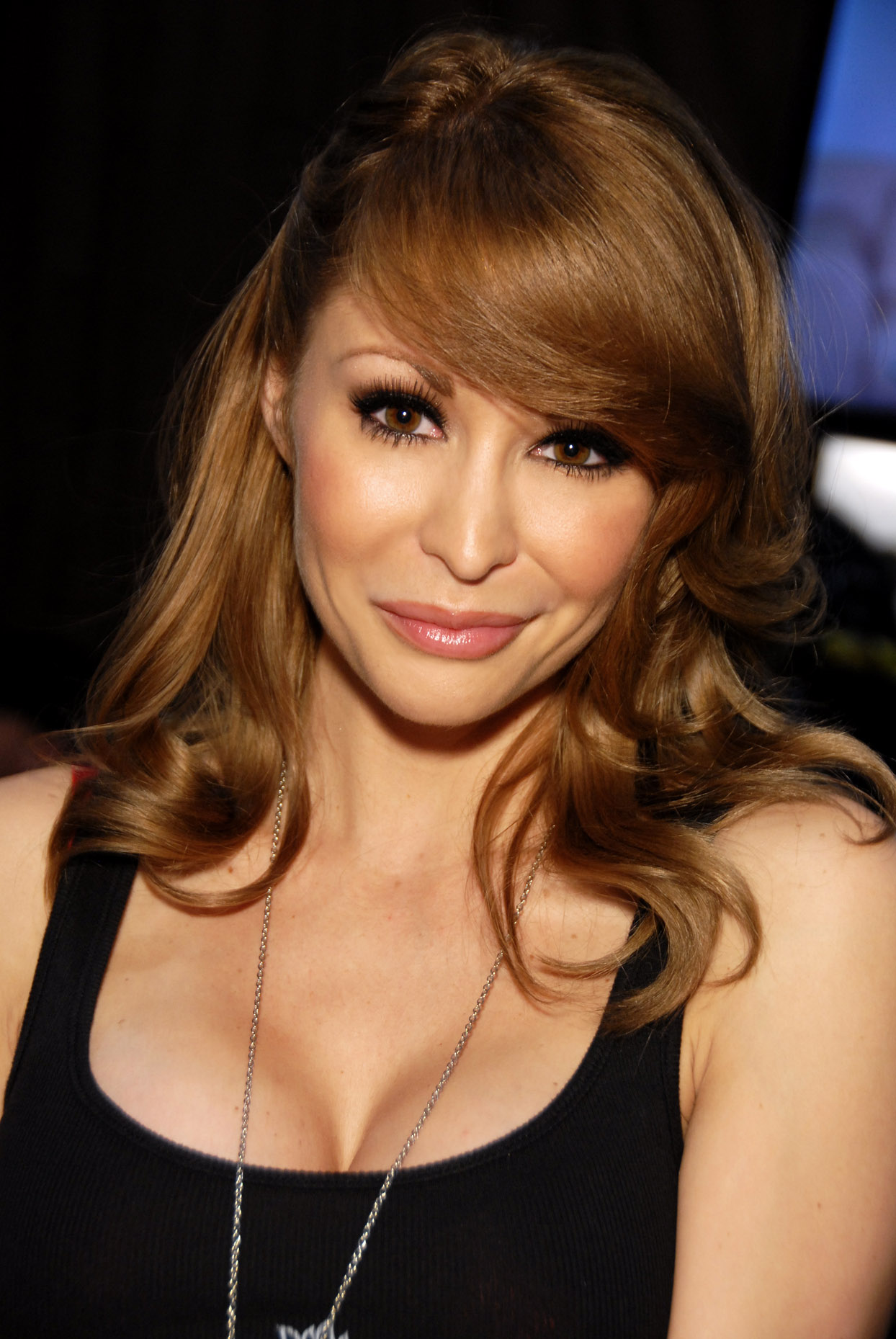
Monique Alexander (2011)

Monique Alexander (* 26. Mai 1982 als Monique Alexandra Rock in Vallejo, Kalifornien) ist eine US-amerikanische Pornodarstellerin, Schauspielerin und ein Aktmodell.

## Leben
Alexander begann im Alter von 18 Jahren als Stripperin in Sacramento (Kalifornien) zu arbeiten, um ihr Gehalt als Rezeptionistin aufzubessern. Sie war in mehreren Hardcoremagazinen zu sehen, wobei bereits ihr erstes Foto-Shooting mit dem Fotografen Earl Miller stattfand. Im Jahr 2001 begann sie in Hardcorefilmen zu spielen; ihre erste Szene war eine Lesben-Szene in dem Film Hot Showers Number 2. Später wurde sie vom amerikanischen Porno-Label Sin City unter Vertrag genommen. Großteils drehte sie nur Girl-Girl-Szenen, war aber auch in ein paar von den Gesellschaften HBO und Cinemax produzierten Softcore-Erotikfilmen zu sehen, so beispielsweise in Hotel Erotica, The Sex Spa, Sex House und Voyeur: Inside Out. Sie war auch im Internet als Model für Solo- und Girl-Girl-Szenen tätig. Alexander spielte 2002 in dem Film Spider’s Web mit Stephen Baldwin und Kari Wuhrer.
Im Jahr 2004 wurde Alexander Exklusivmodell für die Vivid Entertainment Group. Nach Jahren, in denen sie nur in Lesbenszenen spielte, war sie ab 2005 auch in Boy-Girl-Szenen zu sehen, unter anderem in einem interaktiven Film und in einer Hauptrolle mit Rocco Siffredi in Lexie and Monique Love Rocco. Ihre erste Interracial-Szene war mit Mr. Marcus, ihre erste Anal-Szene mit Marcos Leon im Film Call Girl Confidential aus dem Jahr 2007. Seit 2007 arbeitet Alexander wieder als Stripperin.
Alexander wurde für den AVN Award 2004 in der Kategorie „Best Tease Performance“ nominiert, außerdem dreimal im Jahr 2007 als „Most Valuable Starlet“, „Best Actress – Film“, und „Best Sex Scene Coupling – Film“. 2008 war sie unter den Gewinnern der AVN Awards in den Kategorien „Best All-Girl Sex Scene – Film“ und „Best Group Sex Scene – Film“. Für den AVN Award 2009 war sie erneut in vier Kategorien nominiert, darunter in den Kategorien „Best Tease Performance“ für Please Me und „Best Actress“ für Cry Wolf, in der sie schließlich auch gewann.
Monique Alexander hatte einen Cameo-Auftritt im Finale der dritten Staffel der HBO-Fernsehserie Entourage. Sie wurde 2007 zur Fox-News-Fernsehshow Red Eye w/ Greg Gutfeld eingeladen, um eine überparteiliche Studie zu diskutieren, in der der Erfolg von Aufklärungsprogrammen zu den Themen Alkohol und Sexualität auf Jugendliche untersucht wurde. Am 15. Februar 2008 repräsentierte sie zusammen mit Ron Jeremy die Pornoindustrie in einer Debatte an der Yale University mit den Pornographiegegnern Craig Gross und Donnie Pauling.

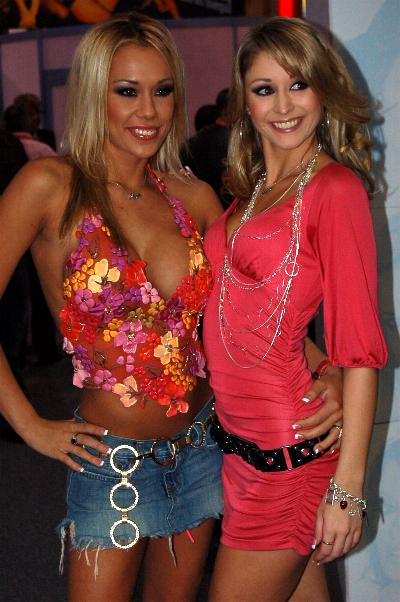
Alexander (rechts) mit Lexi Marie, 2006

## Filmografie (Auswahl)
Die Internet Adult Film Database (IAFD) listet bis heute (Stand: April 2016) 383 Filme auf, in denen sie mitgespielt hat.

### Pornographische Filme
- 2004: Jack’s Playground Folge 15
- 2004: Interactive Sin with Monique Alexander
- 2005: Where the Boys Aren’t 19
- 2006: Monique on The Sly
- 2006: Debbie Does Dallas… Again
- 2007: Call Girl Confidential
- 2007: Popstar
- 2007: Coed Pool Party
- 2007: Nurse Monique
- 2008: Please Me
- 2008: Monique’s Been Blackmaled
- 2008: Cry Wolf
- 2009: Blow Me Sandwich 14
- 2010: Meow
- 2010: Sex Driven
- 2012: One Night in the Valley (Webserie, 1 Folge)
- 2013: Hot Chicks Big Fangs
- 2014: The Whore Of Wall Street (Webserie, 2 Folgen)
- 2014: No Way Out
- 2016: Ghostbusters XXX Parody (Webserie, 3 Folgen)
- 2017: The Blonde Dahlia
- 2017: Mandingo Massacre 12
- 2017: Brazzers House 2 (Webserie, 5 Folgen)
- 2017: The Exxxceptions (Webserie, 2 Folgen)
- 2021: Matriarch
- 2024: Project X (2024)

### Nichtpornographische Filme
- 2003: Voyeur: Inside Out
- 2003: Spider’s Web – Die Beute der Spinne
- 2003: The Sex Spa
- 2003: Talk Dirty
- 2003: Naked Pleasure
- 2003: Behind Bedroom Doors
- 2004: Tomb of the Werewolf
- 2004: Lost Reality
- 2005: Naked Encounters
- 2006: Carnal Cravings
- 2006: Busty Models
- 2006: Busty Cops 2
- 2009: Busty Cops: Protect and Serve!
- 2009: Crank 2: High Voltage

### Fernsehserien
- 2003: The Best Sex Ever (2 Folgen)
- 2003: Hotel Erotica (1 Folge)
- 2006: Totally Busted (3 Folgen)
- 2006: Sex Games Vegas (1 Folge)
- 2007: Entourage (1 Folge)
- 2007: The Erotic Traveler (2 Folgen)
- 2007: Canoga Park (1 Folge)
- 2009: Co-Ed Confidential (1 Folge)

## Auszeichnungen
- 2006: Temptation Award als Best Actress – Film (in To Die For)[1]
- 2008: AVN Award für Best All-Girl Sex Scene, Film (in Sex & Violins, zusammen mit Stefani Morgan und Faith Leon)
- 2008: AVN Award für Best Group Sex Scene, Film (in Debbie Does Dallas… Again, zusammen mit Savanna Samson, Stefani Morgan, Evan Stone, Christian und Jay Huntington)
- 2009: AVN Award für Best Couples Sex Scene  (in Cry Wolf, zusammen mit Mr. Marcus)[2]
- 2011: AVN Award für Best All-Girl Couples Sex Scene (in Meow!, zusammen mit Jenna Haze)
- 2017: Aufnahme in die AVN Hall of Fame
- 2025: AVN Award in der Kategorie Best Foursome/Orgy Scene (in 20 For 20, zusammen mit Angela White, Cherie DeVille, Alexis Fawx, Luna Star, Ryan Reid, Gal Ritchie, Queenie Sateen, Kira Noir,  Kayley Gunner, Abigaiil Morris, Lily Lou, JMac, Manuel Ferrara, Mick Blue, Keiran Lee, Van Wylde, Alex Jones, Ricky Johnson, Scott Nails, Hollywood Cash & Isiah Maxwell)[3]
- + 21 Nominierungen